# Adams-Arena
Die Adams-Arena ist ein Fußballstadion im Stadtteil Sand der baden-württembergischen Gemeinde Willstätt. Der SC Sand (2. Frauen-Bundesliga) und dessen zweite Mannschaft tragen ihre Heimspiele im 2500 Zuschauer fassenden Stadion aus, das seit der Eröffnung im Jahr 2000 bis zum Sommer 2016 als Kühnmatt-Stadion bekannt war. Zur Anlage gehört auch ein Trainingsplatz mit Kunstrasen. Südlich des Stadions steht die Mehrzweckhalle Sander Halle. Zwischenzeitlich war die Sportstätte vom Modeunternehmen Orsay GmbH, dessen Stammsitz sich in der Gemeinde befindet, gesponsert worden und hieß Orsay-Stadion. Im August 2021 hat ein lokaler Blitzschutz-Fachbetrieb, die Adams Blitzschutz-Systeme GmbH, die Sponsoringrechte erworben.